# Bắn cung tại Đại hội Thể thao Đông Nam Á 1991
Bắn cung tại Đại hội Thể thao Đông Nam Á năm 1991 diễn ra từ ngày 24 tháng 11 đến 3 tháng 12 năm 1991 tại Vịnh Subic, Philippines, trong khuôn khổ kỳ SEA Games lần thứ 16 tại Manila . Các nội dung tranh tài đều sử dụng cung recurve, bao gồm cả nội dung cá nhân và đồng đội cho nam và nữ.
Kì đại hội này chỉ có 4 nội dung thi đấu bao gồm cá nhân và đồng đội nam, nữ. Đoàn thể thao Indonesia thống trị cả 4 nội dung thi đấu.

## Tóm tắt kết quả

### Recurve
| Cá nhân nam  | Syafruddin Mawi (2501)    | Hendra Setijawan Amin (2498) | Michael Focundo (2422) |  |  |  |
| Đồng đội nam | Indonesia (7469)          | Philippines (7233)           | Malaysia (7034)        |  |  |  |
|              |                           |                              |                        |  |  |  |
| Cá nhân nữ   | Purnama Pandiangan (2590) | Rusena Gelanteh (2574)       | Jennifer Chan (2534)   |  |  |  |
| Đồng đội nữ  | Indonesia (7730)          | Philippines (7359)           | Thailand (7041)        |  |  |  |

## Bảng huy chương
| Hạng               | Đoàn               | Vàng | Bạc | Đồng | Tổng số |
| ------------------ | ------------------ | ---- | --- | ---- | ------- |
| 1                  | Indonesia          | 4    | 2   | 0    | 6       |
| 2                  | Philippines        | 0    | 2   | 2    | 4       |
| 3                  | Malaysia           | 0    | 0   | 1    | 1       |
| 3                  | Thái Lan           | 0    | 0   | 1    | 1       |
| Tổng số (4 đơn vị) | Tổng số (4 đơn vị) | 4    | 4   | 4    | 12      |